# Paracamenta suturalis
Paracamenta suturalis är en skalbaggsart som beskrevs av Louis Albert Péringuey 1904. Paracamenta suturalis ingår i släktet Paracamenta och familjen Melolonthidae. Inga underarter finns listade i Catalogue of Life.